# Vasudhara Corona
La Vasudhara Corona è una struttura geologica della superficie di Venere.